# Гараджаев, Ата
Ата Гараджаев (1917 год, Мервский уезд, Закаспийская область, Российская империя — дата смерти неизвестна, Туркменская ССР) — старший чабан колхоза имени Ленина Сталинского района Марыйской области, Туркменская ССР. Герой Социалистического Труда (1958).

## Биография
Родился в 1917 году в крестьянской семье в одном из сельских населённых пунктов современного Мургапского этрапа.
С раннего детства занимался выпасом овец. С 1940 года трудился чабаном в местном колхозе. С 1950 года — старший чабан колхоза имени Ленина Сталинского района (ныне — Мургапский этрап).
Бригада чабанов под руководством Ата Гараджаева ежегодно показывала высокие результаты в овцеводстве. В 1957 году чабаны получили в среднем по 157 ягнят от каждой сотни овцематок, 82 % смушек первого сорта от общего числа сданных каракулевых смушек и настригли в среднем по 3,8 килограмм шерсти с каждой овцы. Указом Президиума Верховного Совета СССР от 5 июня 1958 года удостоен звания Героя Социалистического Труда за «выдающиеся успехи, достигнутые в деле развития овцеводства, увеличения производства и сдачи государству мяса, шерсти и каракулевых смушек в 1957 году, и широкое применение в практике своей работы достижений науки и передового опыта» с вручением ордена Ленина и золотой медали «Серп и Молот» (№ 8590).
Вышел на пенсию в 1968 году. Персональный пенсионер союзного значения. Дата смерти не установлена.